# Seznam zápasů československé a rakouské hokejové reprezentace
Seznam zápasů československé a rakouské hokejové reprezentace uvádí data, výsledky a místa konání vzájemných zápasů hokejových reprezentací Československa a Rakouska.

## Lední hokej na olympijských hrách
| Datum utkání | Výsledek | Rok  | Místo       | Branky Československa |
| ------------ | -------- | ---- | ----------- | --- |
| 13.2.1936    | 2 : 1    | 1936 | Ga-Pa       | 2x Drahoš Jirotka |
| 4.2.1948     | 17 : 3   | 1948 | Svatý Mořic | 4× Jaroslav Drobný, 4× Vladimír Zábrodský, 2× Augustin Bubník, 2× Václav Roziňák, 2× Ladislav Troják, Karel Stibor, Přemysl Hainý, Miloslav Pokorný                           |
| 11.2.1984    | 13 : 0   | 1984 | Sarajevo    | 2x Vladimír Růžička, 2x Dárius Rusnák, Jiří Lála, Igor Liba, František Černík, Vladimír Kýhos, Vladimír Caldr, Pavel Richter, Radoslav Svoboda, Milan Chalupa, Vladimír Caldr |
| 19.2.1988    | 4 : 0    | 1988 | Calgary     | Miloslav Hořava, Jiří Šejba, Mojmír Božík, Dušan Pašek |

## Mistrovství světa v ledním hokeji
| Datum utkání | Výsledek | Rok  | Místo         | Branky Československa |
| ------------ | -------- | ---- | ------------- | --- |
| 5.2.1931     | 2 : 1    | 1931 | Krynica-Zdrój | Josef Maleček, Karel Hromádka                                                                                              |
| 19.2.1933    | 2 : 1    | 1933 | Praha         | 2x Karel Hromádka |
| 26.2.1933    | 2 : 0 PP | 1933 | Praha         | 2x Josef Maleček |
| 7.2.1934     | 4 : 0    | 1934 | Milán         | 2x Alois Cetkovský, Wolfgang Dorasil, Josef Maleček                                                                        |
| 19.1.1935    | 2 : 1    | 1935 | Davos         | Jiří Tožička, Josef Maleček                                                                                                |
| 12.2.1938    | 1 : 0    | 1938 | Praha         | Oldřich Kučera |
| 18.2.1947    | 13 : 5   | 1947 | Praha         | 5x Vladimír Zábrodský, 3x Karel Stibor, 2x Stanislav Konopásek, 2x Vladimír Bouzek, Josef Trousílek                        |
| 16.2.1949    | 7 : 1    | 1949 | Stockholm     | 1x Stanislav Konopásek, Vladimír Kobranov, Augustin Bubník, Václav Roziňák                                                 |
| 24.2.1957    | 9 : 0    | 1957 | Moskva        | 2x Slavomír Bartoň, Ladislav Grabovský, Miloslav Šašek, Jan Kasper, Vilém Václav, Karel Gut, František Vaněk, Vilém Václav |

## Mistrovství Evropy v ledním hokeji
| Datum utkání | Výsledek | Rok  | Místo         | Branky Československa                                                   |
| ------------ | -------- | ---- | ------------- | ----------------------------------------------------------------------- |
| 2.2.1912     | 5 : 0    | 1912 | Praha         | 3x Jaroslav Jarkovský, Otakar Vindyš, Jaroslav Jirkovský                |
| 27.1.1913    | 7 : 0    | 1913 | Mnichov       | 2x Jaroslav Jirkovský, 2x Jaroslav Jarkovský, 2x Šroubek, Otakar Vindyš |
| 9.1.1925     | 3 : 0    | 1925 | Štrbské Pleso | 2x Josef Maleček, Jaroslav Jirkovský                                    |
| 16.1.1926    | 0 : 1    | 1926 | Davos         | Ne                                                                      |
| 18.1.1926    | 3 : 1    | 1926 | Davos         | 2x Jaroslav Jirkovský, Josef Maleček                                    |
| 29.1.1927    | 0 : 1    | 1927 | Vídeň         | Ne                                                                      |
| 30.1.1929    | 3 : 1    | 1929 | Budapešť      | 3x Josef Maleček                                                        |

## Ostatní zápasy
| Datum utkání | Výsledek | Zápas     | Místo            | Branky Československa |
| ------------ | -------- | --------- | ---------------- | --------------------- |
| 7.2.1932     | 1 : 3    | přátelsky | Vídeň            |                       |
| 9.12.1933    | 5 : 0    | přátelsky | Curych           |                       |
| 16.1.1949    | 8 : 2    | přátelsky | Vídeň            |                       |
| 17.1.1949    | 17 : 2   | přátelsky | Vídeň            |                       |
| 6.3.1949     | 17 : 1   | přátelsky | Praha            |                       |
| 7. 3. 1949   | 16 : 2   | přátelsky | České Budějovice |                       |
| 24.1.1964    | 9 : 2    | přátelsky | Innsbruck        |                       |
| 8.2.1988     | 5 : 3    | přátelsky | Anchorage        |                       |

- pokračuje Seznam zápasů české a rakouské hokejové reprezentace

## Celková bilance vzájemných zápasů Československa a Rakouska
| Zápasy | Výhry | Remízy | Prohry | Skóre  |
| ------ | ----- | ------ | ------ | ------ |
| 29     | 25    | 0      | 4      | 177:35 |

Poznámky k utkáním:
- 2. 2. 1912 Čechy
- 27. 1. 1913 Čechy